# تحدي الأندية يويفا–كونميبول
تحدي الأندية يويفا–كونميبول (بالإنجليزية: UEFA–CONMEBOL Club Challenge)، (بالإسبانية: UEFA–CONMEBOL Desafío de Clubes) هي مباراة كأس سوبر ينظمها يويفا و‌كونميبول بين بطل الدوري الأوروبي وبطل كوبا سود أمريكانا. أنشئت هذه المسابقة في منتصف 2023 في إطار مذكرة التفاهم بين يويفا و‌كونميبول.

## السجل
| السنة | البطل | النتيجة | الوصيف | الملعب                    | المدينة |
| ----- | ----- | ------- | ------ | ------------------------- | ------- |
| 2023  |       |         |        | ملعب رامون سانشيز بيزخوان | إشبيلية |